# St. Georg (Nebra)

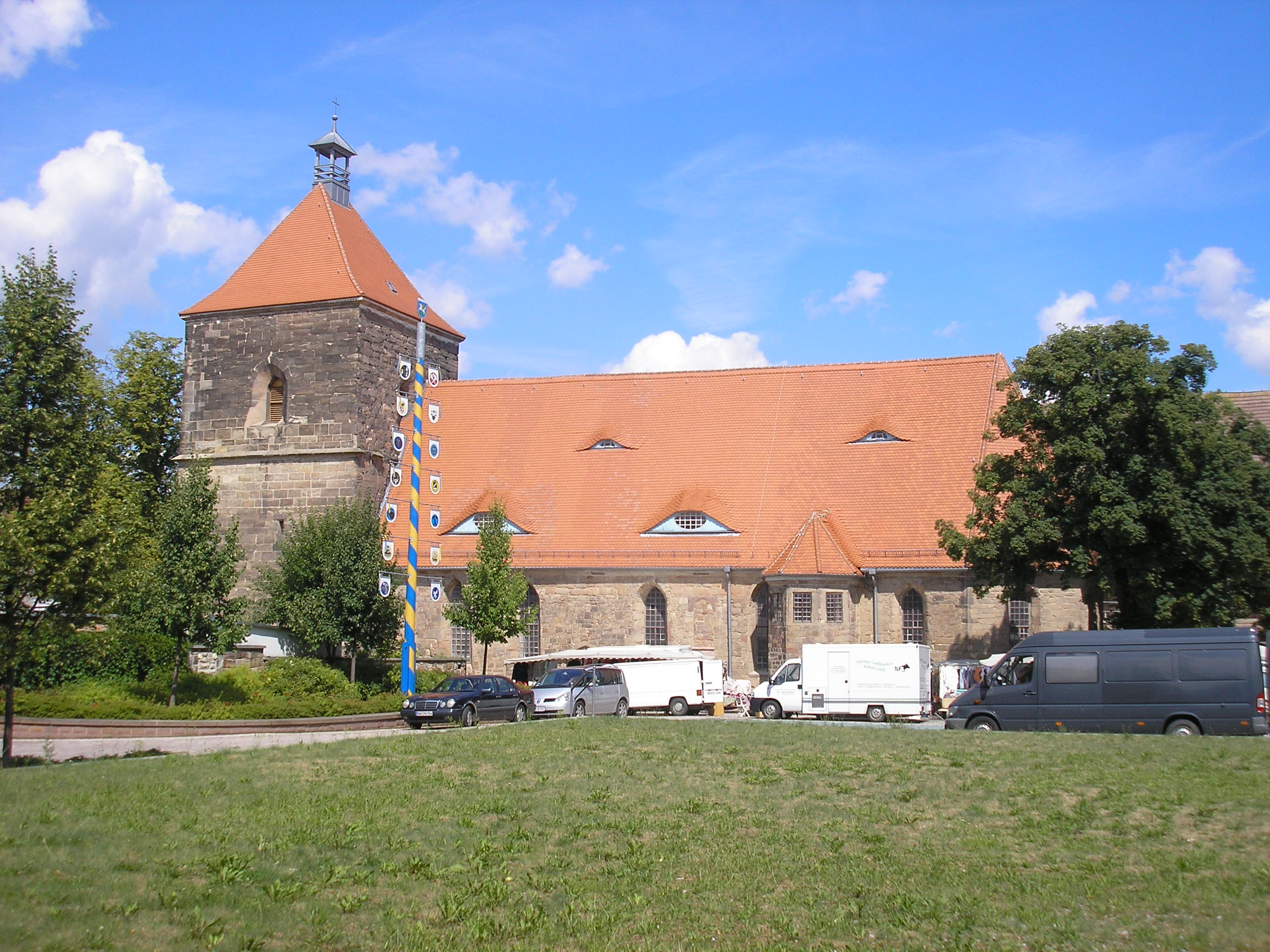
St. Georg (Nebra)

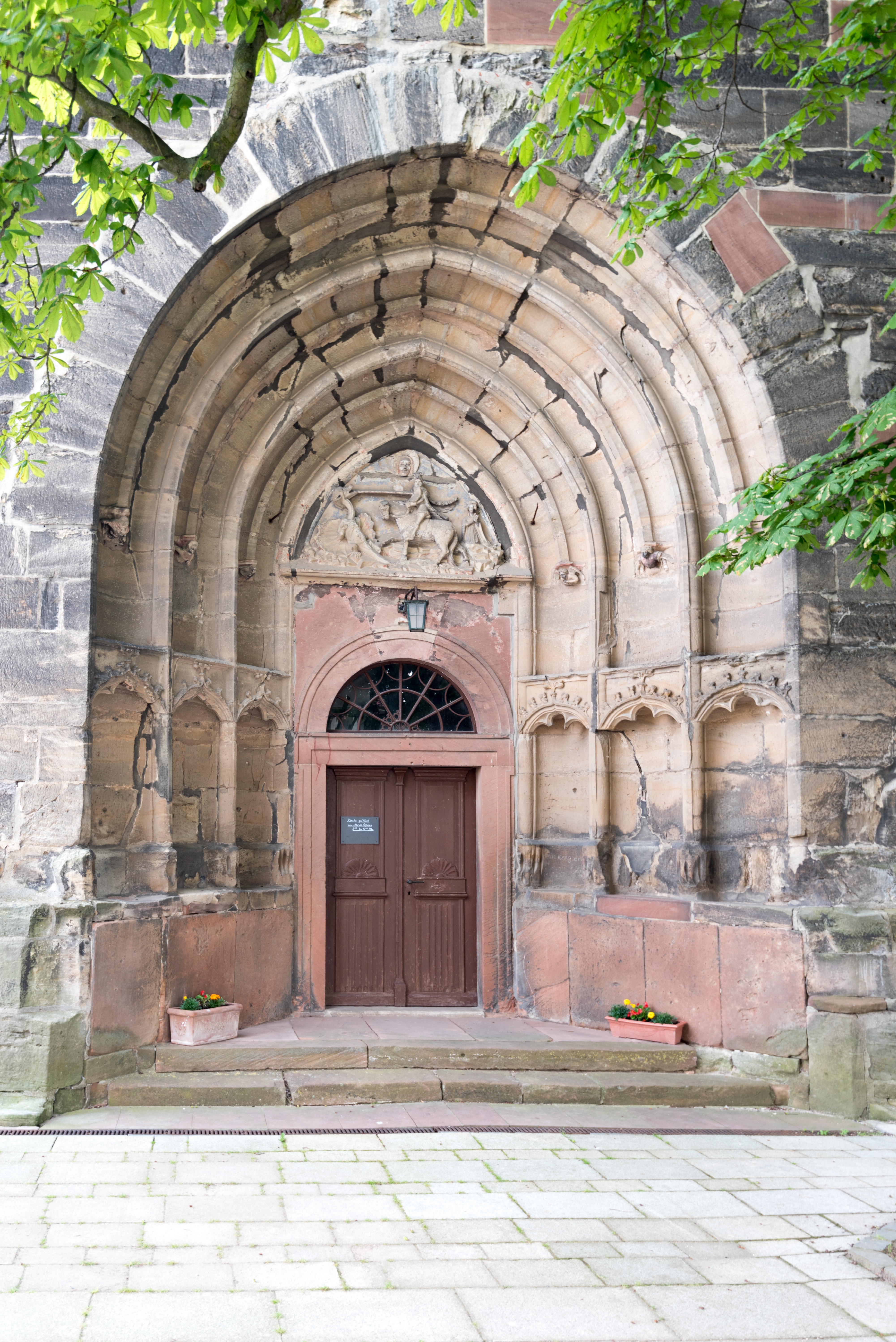
Portal

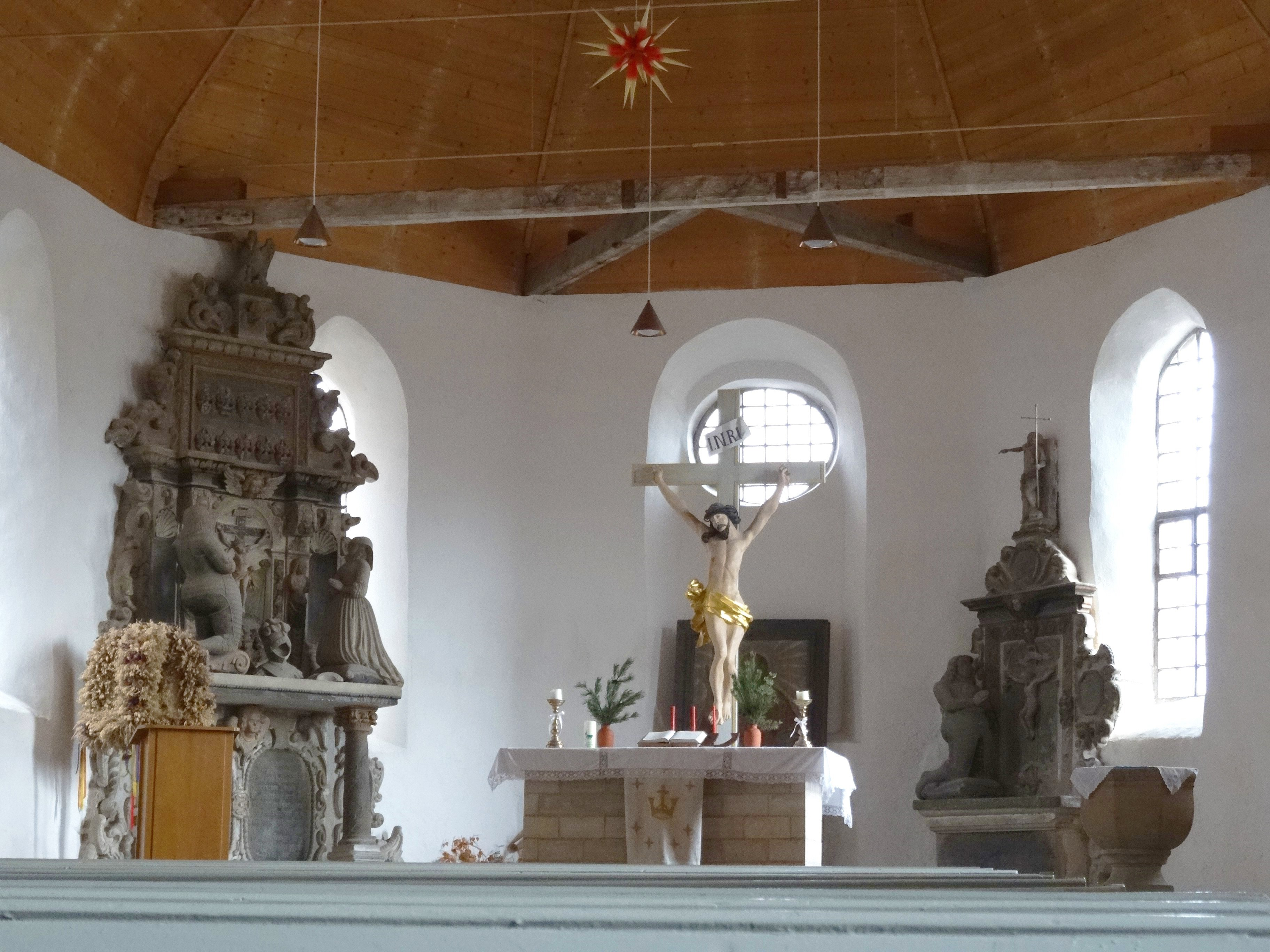
Innenansicht

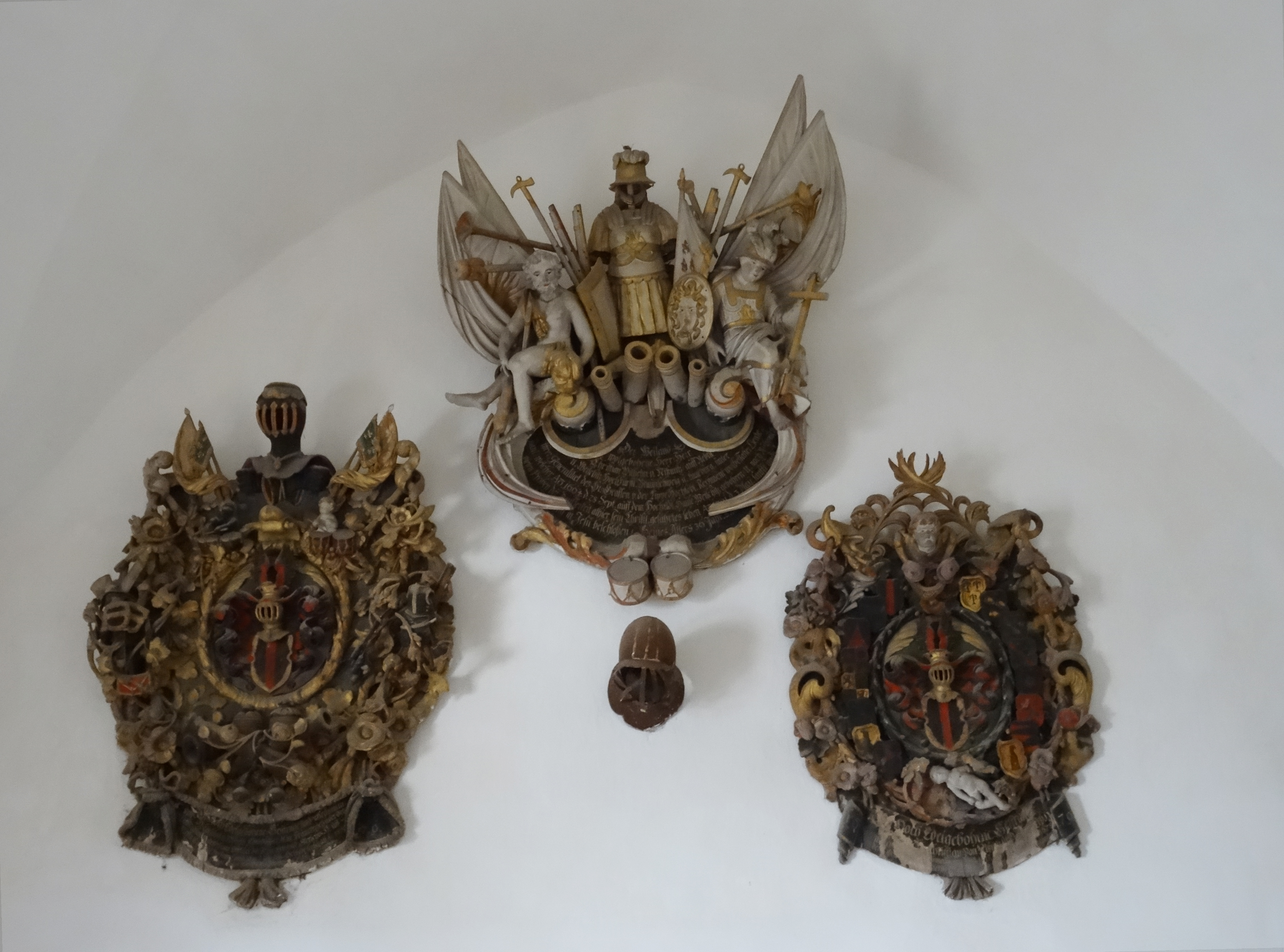
Epitaphe mit Wappen derer von Nißmitz

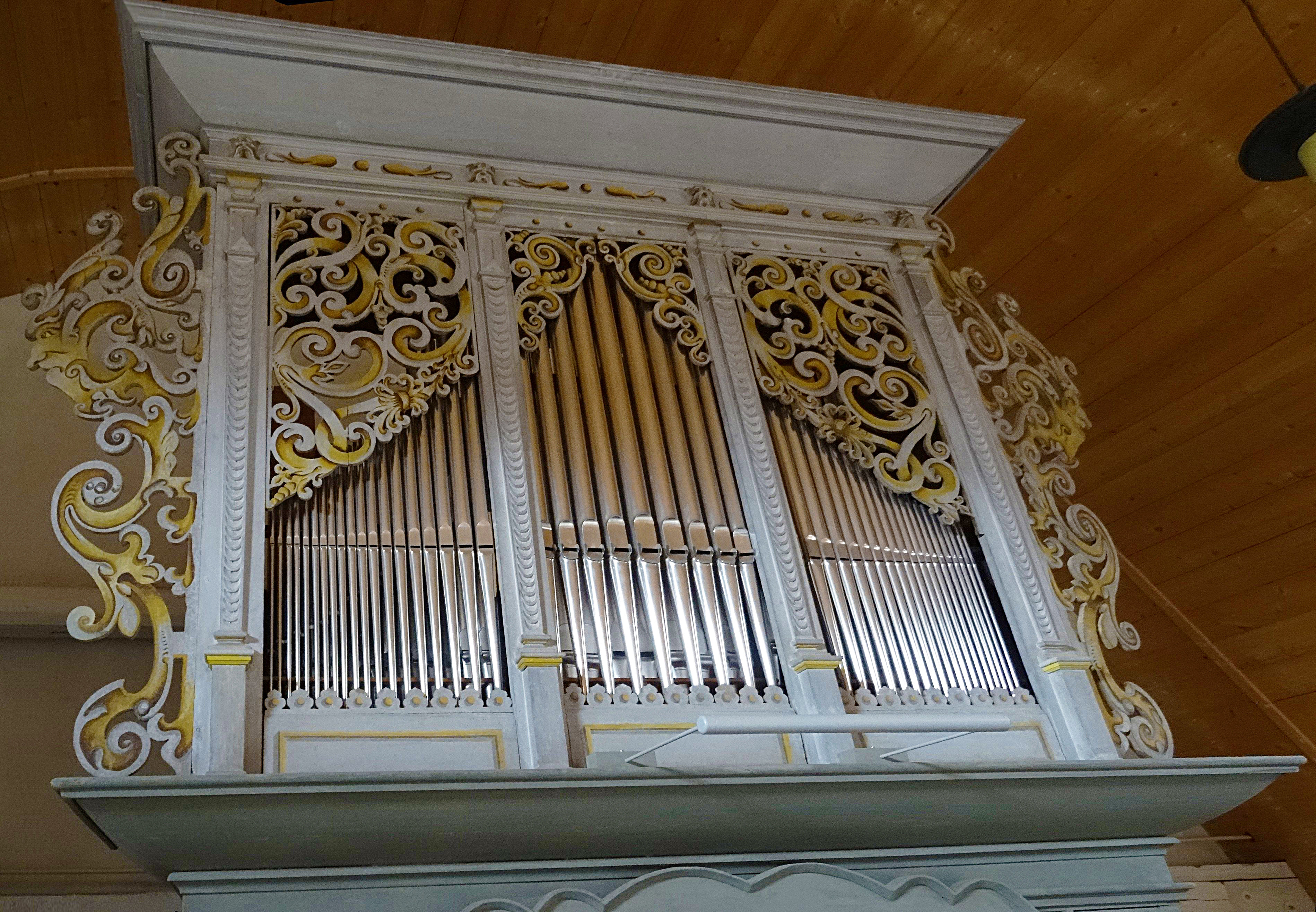
Orgel

Die evangelische Stadtkirche St. Georg ist eine mehrfach wiederhergestellte, im Kern mittelalterliche Saalkirche in Nebra im Burgenlandkreis in Sachsen-Anhalt. Sie gehört zum Pfarrbereich Nebra im Kirchenkreis Naumburg-Zeitz der Evangelischen Kirche in Mitteldeutschland.

## Geschichte und Architektur
Die Kirche besteht aus dem Westturm, dem breitgelagerten Schiff und einem dreiseitig geschlossenen Chor. Der Turm wurde 1416 begonnen, das Schiff wenig später. Im Jahr 1655 wurde das Bauwerk durch Brand beschädigt, in den Jahren 1657/1658 wiederhergestellt; um 1665 ist ein erneuter Brand des Kirchturms überliefert, danach folgten notdürftige Reparaturen. Im Jahr 1831 wurde eine Innenrenovierung vorgenommen, wobei die Holztonne erneuert wurde. 1961 wurden die Emporen und die Patronatsloge teilweise entfernt. Umfangreiche Instandsetzungsmaßnahmen folgten seit 1996.
Der gedrungene, quadratische Westturm ist sehr sorgfältig aus Nebraer Sandstein aufgeführt, über der Inschrift an der Südseite steht eine Heiligenfigur unter einem Baldachin auf einer Kopfkonsole mit einem Steinmetzporträt. Das große Westportal ist ungewöhnlich schmuckreich und war vermutlich als Figurenportal geplant; das tiefe Gewände ist beidseitig durch drei wimpergbekrönte Nischen zwischen Birnstäben gegliedert; die spitzbogigen Archivolten sind durch drei weitere in die Kehlen eingelegte Birnstäbe bereichert, die von figürlichen Konsolen getragen werden. Ein Relief im Tympanon zeigt in lebendiger Darstellung den Drachenkampf des heiligen Georg. Die Turmhalle ist kreuzgratgewölbt. Die Turmobergeschosse sind schlicht, im Glockengeschoss sind große Spitzbogenfenster angeordnet, deren Maßwerk zerstört wurde. Der Turm war ursprünglich vermutlich höher geplant, die massive Treppenspindel wechselt im Obergeschoss von der Nord- zur Südseite. Die beachtliche Qualität des Turmbaus, die auf den Umkreis der Moritzkirche (Halle) zurückgeht, lässt die Planung eines entsprechenden Hallenlanghauses annehmen. Die bestehende einschiffige Anlage ist dagegen auffallend dürftig. Die spitzbogigen Fenster sind des Maßwerks beraubt, die rechteckigen Fenster und Portale der Nordseite stammen wohl von der Wiederherstellung nach dem Brand 1655. An der Südseite ist ein polygonales Treppentürmchen angeordnet.

## Ausstattung
Das Innere ist mit Holztonne und hölzernen Emporen in Norden und Westen recht nüchtern ausgestaltet. Der barocke Kanzelaltar, 1732 von Johann Ernst Brunner, wurde bis auf den Kruzifixus und die Schnitzfiguren des Apostelfürsten und dreier trauernder Frauen beseitigt. Ein zweisitziger Pfarrstuhl stammt von 1661. Mehrere Gemälde des 17. Jahrhunderts sind erhalten, darunter ein segnender Christus, datiert 1668 und ein Epitaphgemälde mit einer großen Predigerfamilie, im Hintergrund das Unstruttal.
Zahlreiche Grabdenkmäler und Epitaphe der Familie von Nißmitz sind aufgestellt, darunter das Epitaph für Christoph von Nißmitz († 1670) und seine Ehefrau Agnes Ursula geborene von Brandt († 1669), von einem Meister C. P. gefertigt. Der Aufbau ähnelt dem Grabmal des Christoph von Wiehe († 1608) in Burgscheidungen: auf einer von Balustersäulen getragenen Platte kniet das Ehepaar vor einem Kruzifixus; an allen Architekturteilen ist reiches Ohrmuschelwerk angebracht, am Unterhang die Viten der Verstorbenen, im Aufsatz Wappenschmuck. Vom gleichen Meister stammt das Epitaph für Christian von Nißmitz († 1678). Der Verstorbene kniet vor einer Reliefplatte mit dem Kruzifixus, von Ohrmuschelwerk und Kartuschen gerahmt, im Aufsatz der auferstandene Christus. Beide Epitaphe zeigen die originale Fassung. Zwei Grabsteine für Christian Wilhelm von Nißmitz († 1701) und seine Mutter († 1698) sind sorgfältige Arbeiten mit reichem Wappenschmuck und Putti, bzw. mit allegorischer Frauenfigur zwischen Trophäen. Zwei figürliche Grabsteine der Familie sind für Kinder gesetzt († 1614 und 1653). In der Turmhalle befinden sich für die männlichen Verstorbenen geschnitzte Epitaphe mit Trophäenrahmung. Dort sind außerdem zwei figürliche Grabsteine zu sehen, aus dem Jahr 1611 für Justina Francke und von 1693. Eine heute abgestellte Bronzeglocke stammt von 1665.

## Orgel
Die Orgel mit reich geschnitztem Prospekt stammt im Kern aus dem Jahr 1671, wurde aber mehrfach erneuert, so im Jahr 1859 und zuletzt im Jahr 2009 durch die Firma Orgelbau Reinhard Hüfken.
Die Disposition der Orgel lautet:
| I Manual C–c3 |                 |    |
| 1.            | Gedackt         | 8′ |
| 2.            | Quintatön       | 8′ |
| 3.            | Salicional      | 8′ |
| 4.            | Principal       | 4′ |
| 5.            | Gemshorn        | 4′ |
| 6.            | Oktave          | 2′ |
| 7.            | Sesquialtera II |    |
| 8.            | Mixtur II–III   |    |
| 9.            | Cornet III      |    |

| Pedal C–c1 |              |     |
| 10.        | Subbaß       | 16′ |
| 11.        | Principalbaß | 8′  |
| 12.        | Choralbaß    | 4′  |

Spielhilfen
- Pedalkoppel

Anmerkungen
1. ↑  In der originalen Disposition stand an der Stelle des Choralbasses eine Posaune 16’ mit Holzbechern in halber Becherlänge. Becher, Nüsse und Kehlen sind in schlechtem Zustand, teilweise noch im Kirchturm unsortiert liegend vorhanden.

## Ehrentafel für Thomaskantor Biller

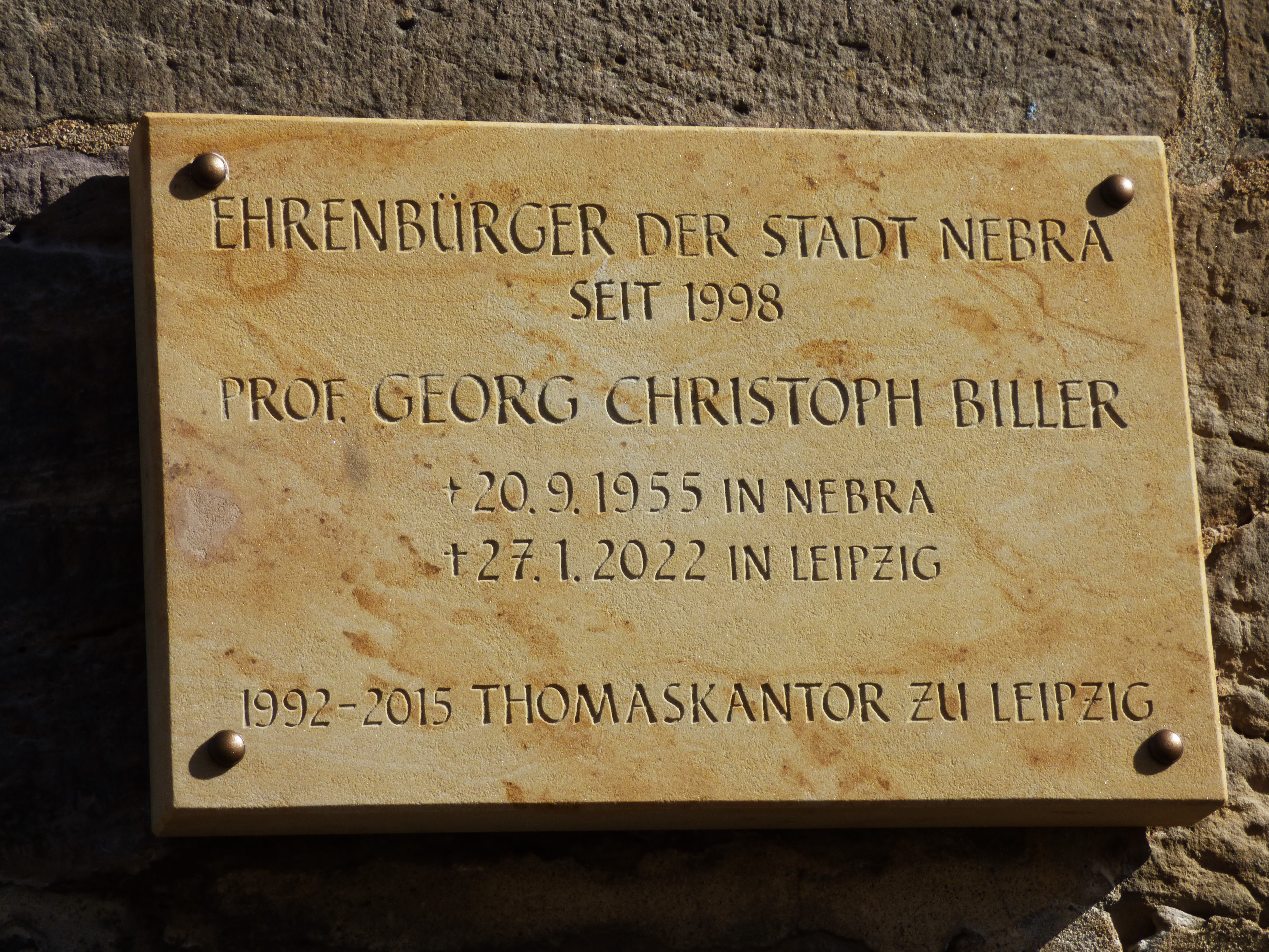
Gedenktafel an der Kirche Nebra für Georg Christoph Biller

Zum Gedenken an Thomaskantor Georg Christoph Biller, den Ehrenbürger von Nebra, wurde am 28. September 2024 eine Ehrentafel am Portal des Gotteshauses eingeweiht.